# حبیبه جعفریان
حبیبه جعفریان (زادهٔ ۸ دی ۱۳۵۳) نویسنده، مترجم و روزنامه‌نگار ایرانی است.

## فعالیت حرفه‌ای
جعفریان در زمینهٔ زندگینامه‌نویسی کارنامهٔ پرباری دارد که از جمله می‌توان به مجموعهٔ یک نفر (نشر سروش) و مجموعه نیمهٔ پنهان ماه (نشر روایت فتح) اشاره کرد که در این میان کتاب نیمهٔ پنهان شهید چمران به چاپ بیست و دوم رسیده‌است. او همچنین نویسندهٔ کتاب هفت روایت خصوصی از زندگی سید موسی صدر و کتاب بودن با دوربین (کاوه گلستان: زندگی، آثار و مرگ) است.
حبیبه جعفریان از نویسندگان سروش جوان، داستان همشهری و همشهری جوان و دبیر تحریریهٔ مجلهٔ همشهری ۲۴ بوده‌است.

## داوری در مسابقات
۱۳۹۳ - داور بخش مستندنگاری جشنواره جلال آل احمد

### مجموعهٔ یک نفر
- آلبرت اینشتین. ت‍ه‍ران: سروش، ۱۳۸۱. شابک ‎۹۶۴-۴۳۵-۹۹۶-۸
- ت‍خ‍ت‍ی. ت‍ه‍ران: سروش، ۱۳۸۱. شابک ‎۹۶۴-۴۳۵-۹۹۸-۴
- ت‍ول‍س‍ت‍وی. ت‍ه‍ران: س‍روش، ۱۳۸۱. شابک ‎۹۷۸-۹۶۴-۳۷۶-۶۷۹-۵
- جلال آل‌احمد. ت‍ه‍ران: سروش، ۱۳۸۱. شابک ‎۹۶۴-۴۳۵-۹۹۵-x
- س‍ه‍راب س‍پ‍ه‍ری. ت‍ه‍ران: سروش، ۱۳۸۱. شابک ‎۹۷۸-۹۶۴-۳۷۶-۶۷۷-۱
- سید حسن مدرس. ت‍ه‍ران: س‍روش، ۱۳۸۱. شابک ‎۹۶۴۴۳۵۹۹۷۶
- علی شریعتی. ت‍ه‍ران: س‍روش، ۱۳۸۲. شابک ‎‎۹۶۴-۳۷۶-۰۹۵-۲
- ک‍اف‍ک‍ا. ت‍ه‍ران: س‍روش، ۱۳۸۲. شابک ‎‎۹۶۴-۳۷۶-۰۹۶-۰
- گ‍ان‍دی. ت‍ه‍ران: سروش، ۱۳۸۳. شابک ‎‎۹۶۴-۳۷۶-۳۰۶-۴
- م‍اری ک‍وری. ت‍ه‍ران: سروش، ۱۳۸۳. شابک ‎۹۶۴-۳۷۶۰-۰۹۸-۷

### مجموعهٔ به روایت همسر شهید
- چ‍م‍ران: ب‍ه روای‍ت ه‍م‍س‍ر ش‍ه‍ی‍د. ت‍ه‍ران: روای‍ت ف‍ت‍ح، ۱۳۷۸. شابک ‎۹۶۴-۹۰۹۳۵-۲-۴
- ح‍م‍ی‍د ب‍اک‍ری: ب‍ه روای‍ت ه‍م‍س‍ر ش‍ه‍ی‍د. ت‍ه‍ران: روای‍ت ف‍ت‍ح، ۱۳۸۰. شابک ‎۹۶۴-۹۰۹۳۵-۴-۰
- ه‍م‍ت: ب‍ه روای‍ت ه‍م‍س‍ر ش‍ه‍ی‍د. ت‍ه‍ران: روای‍ت ف‍ت‍ح، ۱۳۸۶. شابک ‎۹۷۸-۹۶۴-۹۰۹۳۵-۳-۶